# Lucas Bunge
Lucas Bunge (São Paulo, 3 augustus 1929) is een Nederlands schrijver, voormalig uitgever en amateurcellist.
Hij was zoon van het Amsterdamse echtpaar Hans Bunge en Jenny Hanf. Vader was koopman, landenchef bij ENKA, maar tevens muziekliefhebber, huiscomponist en assistent van Cornelis Dopper, dirigent bij het Concertgebouworkest. Moeder was heilgymaste en amateurvioliste en de zus van componist Bob Hanf. Hij keek voor wat betreft muzikaliteit op tegen zijn broer Sas Bunge ("echt begaafd") werd eveneens musicus. Lucas Bunge was getrouwd met Elly van Looy.
Bunge begon na de blokfluit op de cello. Het gezin moest tijdens het naziregime (deels) onderduiken, moeder was Joods. Lucas kon nog wel naar school in Amsterdam; het Amsterdams Lyceum. Na de Tweede Wereldoorlog kon hij dan toch in Aerdenhout eindexamen doen. Zijn moeder raadde een studie aan het conservatorium af, broer Sas maakte al carrière in de muziek, toch had hij enkele lessen van Anner Bijlsma. Hij was zelfs met zijn broer te beluisteren op de radio (1949) en tijdens concerten van Stichting Gaudeamus (1951).
Lucas Bunge ging werken in de boekindustrie. Allereerst bij een boekwinkel, en vervolgens de jongste bediende bij uitgeverijen. In die tijd raakte hij bevriend met typograaf Huib van Krimpen. Na werkzaamheden bij/voor een boekbinderij solliciteerde hij bij Uitgeverij Van Loghum Slaterus in Arnhem, waar hij Theun de Vries ontmoette. Van daaruit ging hij (uit armoe) werken bij Oosthoek's Uitgevers Mij. N.V. te Utrecht. Hij kon er weinig uitrichten, maar kon wel een serie medische boeken starten. Dit viel in goede aarde bij Kluwer, dat in 1970 fuseerde met Oosthoek. Hij werkte daar tot 1978 met plezier, maar een nieuw directielid was niet naar zijn zin. Hij startte daarop Wetenschappelijke uitgeverij Lucas Bunge, gespecialiseerd in medische boeken. Die uitgeverij werd later overgenomen door Elsevier.
Hij pakte na zijn pensioen de cello op en ging studeren aan het conservatorium bij Jeroen den Herder en deed op late leeftijd examen aan het Conservatorium van Utrecht, hetgeen hem bracht tot de kleine zaal van het Concertgebouw. In 1988 speelde hij trouwens al met het Amsterdams Blazers Collectief in Utrecht. De muziek zorgde ook voor uitgaven, hij gaf boekwerken uit met de correspondentie tussen Wolfgang Amadeus Mozart en zijn familie, alsook tussen Claude Debussy en vrienden, collega’s, familie. Na het conservatorium volgde nog een studie Harmonieleer. Ook daarna bleef hij niet stilzitten. Op 94-jarige leeftijd studeerde hij af aan de Open Universiteit in Algemene Cultuurwetenschappen, een studie die hij in 2016 aanving. Hij zou daarmee de oudst afgestudeerde student aan die instelling zijn. Het was landelijk nieuws. Zijn scriptie ging over Thomas Manns werk Doctor Faustus. 
In de jaren negentig zat Lucas Bunge een aantal keren in de jury voor de verkiezing van Best verzorgde boeken, in naam van het CPNB. Bunges jurygenoten waren in 1993 Ootje Oxenaar, Jacques Jansen, Rob Stolk en Frank Tiessing. Bunge was vanaf de jaren vijftig tot 2000 lid van Schaakclub Utrecht.